# Kriegerdenkmal Brüchau

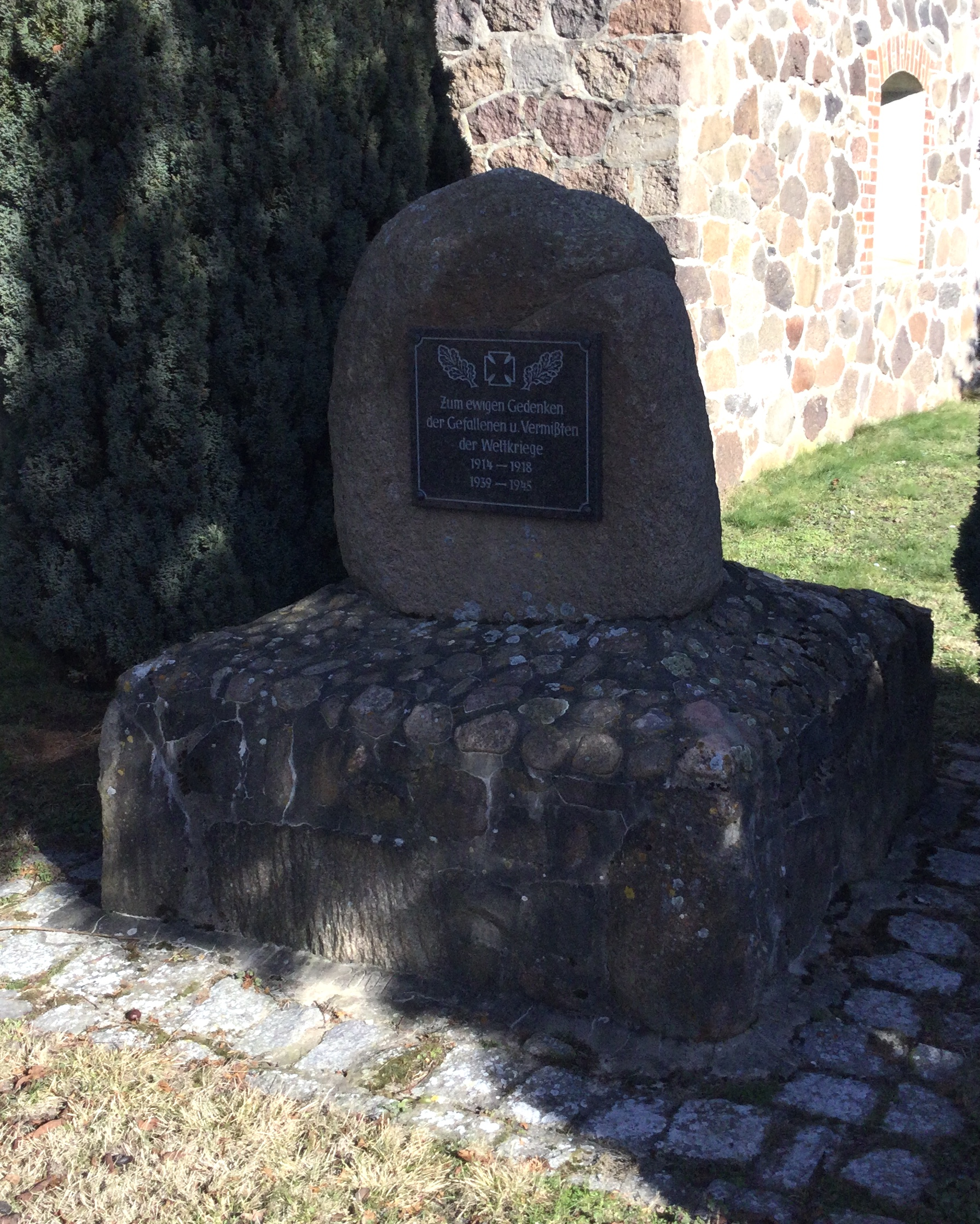
Kriegerdenkmal Brüchau, 2021

Das Kriegerdenkmal Brüchau ist ein Kriegerdenkmal im zur Stadt Kalbe (Milde) in Sachsen-Anhalt gehörenden Dorf Brüchau.
Es befindet sich auf der Ostseite der Dorfstraße im Zentrum Brüchaus, südwestlich vor der Dorfkirche Brüchau. Das Denkmal gedenkt der Gefallenen des Ersten und Zweiten Weltkriegs.

## Gestaltung
Das Kriegerdenkmal besteht aus einem aufrecht stehenden Findling, der auf einem quadratischen, aus Feldsteinen errichteten Sockel ruht. Auf der nach Westen weisenden Vorderseite ist am Findling eine Gedenktafel angebracht. Zwischen der Darstellung von zwei Eichenblättern befindet sich darauf ein Eisernes Kreuz. Darunter steht die Inschrift:
Zum ewigen Gedenken

der Gefallenen u. Vermißten

der Weltkriege

1914 – 1918

1939 – 1945